# (38116) 1999 JK35
1999 JK35 (asteroide 38116) é um asteroide da cintura principal. Possui uma excentricidade de 0.08448470 e uma inclinação de 0.84313º.
Este asteroide foi descoberto no dia 10 de maio de 1999 por LINEAR em Socorro.